# Tentamon (XVIII. dinasztia)
Tentamon ókori egyiptomi hercegnő volt a XVIII. dinasztia idején, IV. Thotmesz lánya.
Abban az évben halt meg, amelyikben apja, a fáraó. A Királyok völgye 43-as sírba temették apjával és testvérével, Amenemhat herceggel. Egy kanópuszedényének töredékét megtalálták a sírban; ma a kairói Egyiptomi Múzeumban található. Nevének jelentése: „Ámonhoz tartozó”